# Kazieczki
Kazieczki (biał. Казечкі; ros. Казечки; pol. hist. Kazieczki) – wieś na Białorusi, w obwodzie witebskim, w rejonie orszańskim, w sielsowiecie Mieżawa, nad Paczalicą.

## Historia
W XIX i w początkach XX w. folwark należący do Derożyńskich, położony w Rosji, w guberni mohylewskiej, w powiecie orszańskim, w gminie Moszkowo.
Następnie w granicach Związku Sowieckiego. Od 1991 w niepodległej Białorusi.